# Berlini Galéria
A Berlini Galéria Berlin város modern művészeti múzeuma, Kreuzbergben található, nem messze a Zsidó Múzeumtól. A múzeum igazgatója 2010 szeptembere óta Thomas Köhler művészettörténész, aki addig Jörn Merhert helyettese volt.

## Története
A Berlini Galériát 1975-ben egyesületként alapították azzal a céllal, hogy a Berlinben keletkezett műalkotásokat bemutassák, illetve egyáltalán legyen olyan hely, ahol ez lehetséges. Az első években egy Charlottenburg városrészben található irodában voltak, a kiállításokat többek között a Művészeti Akadémián és az Új Nemzeti Galériában szervezték és mutatták be. 1978-ban a galéria az ún. Landwehr-Casinóba költözött a Jebensstraßéba, majd 1986-ban a Martin-Gropius épületbe.